# Église Saint-André de Domancy
L'église Saint-André de Domancy, est une église catholique, située en Haute-Savoie, sur la commune de Domancy.

## Situation
L'église Saint-André est située dans la commune de Domancy, située dans le département de la Haute-Savoie.

## Historique
L'église primitive, édifiée au Moyen Âge en bois, est détruite lors d'un incendie.
L'édifice actuel date de 1717 mais son clocher, qui abrite une cloche classée Monument Historique depuis 1607, plus ancien, appartiendrait au premier édifice. L'église de Domancy fut restaurée en 1862, 1930, 1945 et 1986.

## Description architecturale

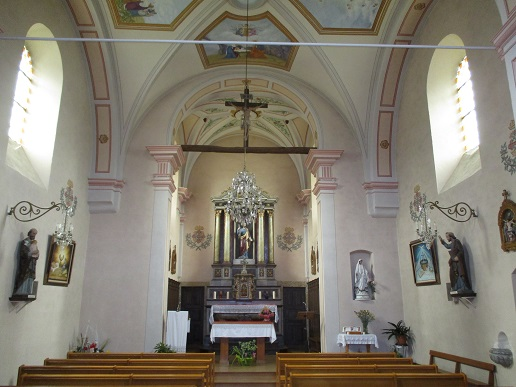
Intérieur de l'église.

La façade, couverte d'un auvent très avancé, est ornée de deux fresques illustrant la bible ; une niche abrite saint André patron de l'église et un oculus tréflé éclaire la Tribune.
La nef est formée d'un seul vaisseau sans bas-côtés ni transept. Son chevet est plat et le chœur abrite un maître-autel dont les colonnes marbrées encadrent saint André.
Les voûtes de la nef, du chœur et de la tribune sont décorées de fresques.

## Galerie

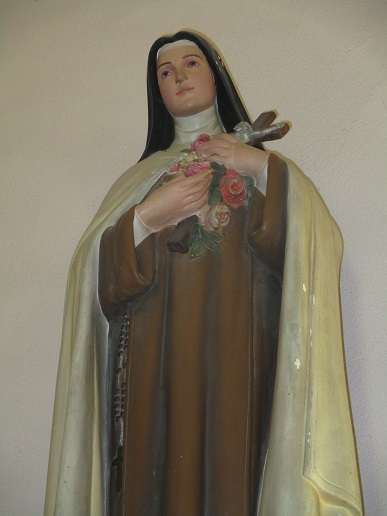
Sainte-Thérèse de Lisieux.
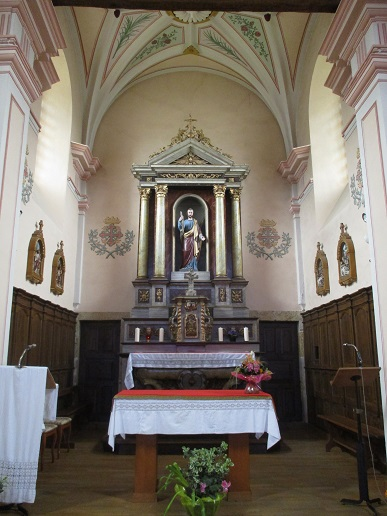
Le chœur.
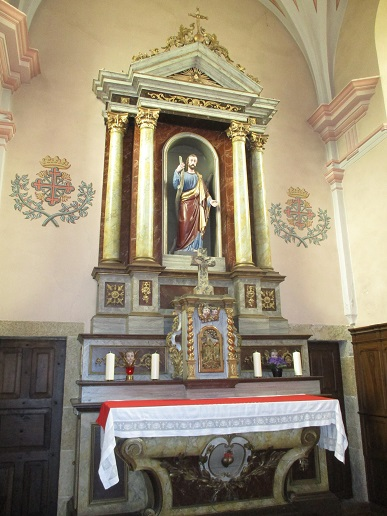
Le retable.
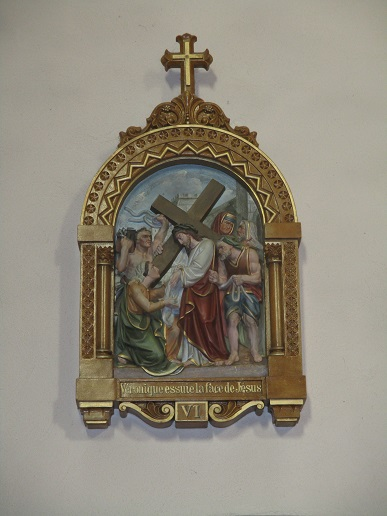
Un des tableaux sculptés en bois en bas-relief composant le chemin de croix.
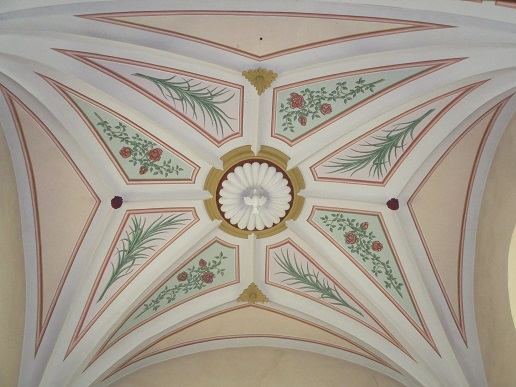
Motif d’une fresque au plafond.
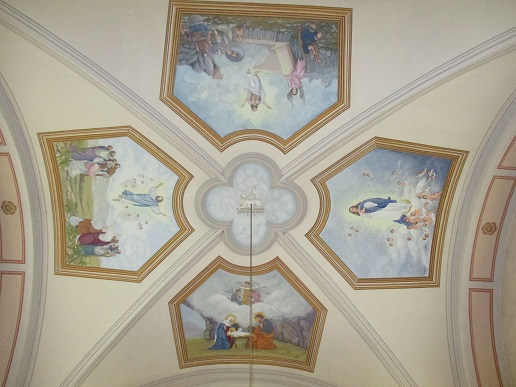
Fresques centrales au plafond.